# Trijueque
Trijueque község Spanyolországban, Guadalajara tartományban. Trijueque Brihuega, Valdegrudas, Torija, Hita, Guadalajara, Valdearenas és Muduex községekkel határos. Lakosainak száma 1626 fő (2024).

## Népesség
A település népessége az utóbbi években az alábbiak szerint változott:
| Lakosok száma | 428  | 909  | 1216 | 1529 | 1392 | 1336 | 1211 | 1201 | 1327 | 1626 |
|               | 2001 | 2004 | 2006 | 2009 | 2011 | 2014 | 2016 | 2019 | 2021 | 2024 |